# 中国教育和科研计算机网
中国教育和科研计算机网（简称中国教育网或教育网，缩写：CERNET）始建于1994年，是全球最大的学术互联网，也是中国大陸最大的学术计算机互联网络，也是中国骨干网运营商之一。中国教育网由中华人民共和国教育部投资管理、赛尔网络有限公司运作，清华大学等高校承担建设和运行。最初該互联网只有64K，而连接了全国108所著名高校，培育了中国第一批互联网的用户、研究者、建设者，开创了中国互联网历史上众多第一：第一个电子杂志《神州学人》、第一个大型BBS站点水木清华等。

## 历史沿革

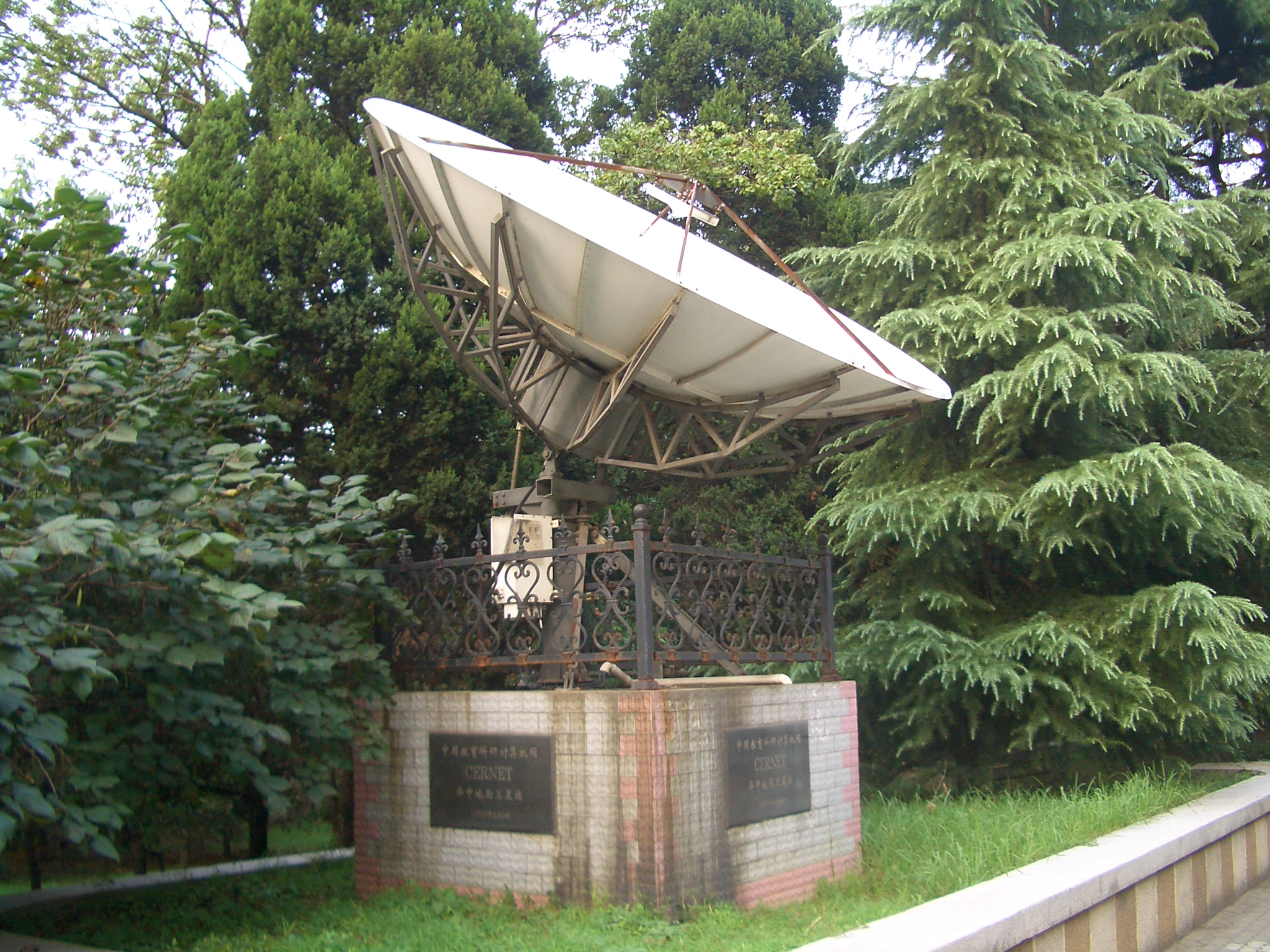
位于华中科技大学的一个早期的中国教育和科研计算机网地面卫星站

- 1994年1月，国家计委和国家教委有关领导在国家教委召开会议，讨论建设“中国教育和科研计算机网”。
- 1994年2月，清华大学成立“中国教育和科研计算机网”项目建议书起草小组。
- 1994年3月底，清华大学、北京大学、上海交通大学、西安交通大学、华南理工大学、东南大学等六所高等学校通过国家教委向国家计委提交了“中国教育和科研计算机网CERNET项目建议书”。
- 1994年7月初，“中国教育和科研计算机网CERNET”试验网开通，该网络连接北京、上海、广州、南京、西安等五座城市，并与互联网互联，成为中国第一个运行TCP/IP和X.25协议的全国性计算机互联网络。
- 1994年8月，国家计委正式批复“中国教育和科研计算机网CERNET项目建议书”。随后，东北大学、华中科技大学、电子科技大学和北京邮电学院加入筹备。
- 1994年9月，“中国教育和科研计算机网CERNET示范工程可行性研究报告”通过了由叶培大院士为首的专家委员会的论证。
- 1994年11月26日－29日，亚太地区网络工作组在清华大学召开工作会议。经与亚太地区网络信息中心协商，确定了中国教育网的统一IP地址申请与管理模式。
- 1995年1月，中国大陆第一个电子刊物《神州学人》在CERNET上出版
- 1995年8月，中国大陆第一个BBS站点水木清华BBS在CERNET上开通
- 1995年12月，建成中国第一个采用TCP/IP和DDN专线的全国互联网主干网
- 1996年11月，建成中国第一条与欧洲互联网连接的国际线路
- 1996年12月，建成中国大陆第一条与香港互联网连接的线路
- 1998年4月，建成中国第一个利用遂道技术接入国际IPv6试验网CERNET-6Bone
- 1999年5月，建成中国第一个接入国际IPv6生产网CERNET-6Ren
- 2000年9月，建成中国第一个与国际下一代互联网连接的交换中心DRAGONTAP
- 2001年7月，建成中国第一个下一代互联网学术性试验网NSFCNET
- 2002年2月，建成中国第一个组播主干网CERNET-MBone
- 2004年12月，建成中国第一个采用纯IPv6技术的大型互联网主干网CNGI-CERNET2
- 2005年12月，建成中国第一个下一代互联网国际/国内互联中心CNGI-6IX[2]

截至2005年，拥有光纤干线30000多公里，DWDM高速传输网20000多公里；覆盖中国大陆200多座城市；主干网传输速率达到2.5-10Gbps，国际出口带宽超过3G，与国内其他互联网连接带宽超过10G；联网单位 1500多个，用户1800多万。赛尔网络有限公司（简称赛尔网络）是一家负责中国教育和科研计算机网CERNET主干网的运营与维护的计算机互联网企业。

## 网络结构
中国教育和科研计算机网由三层网络结构组成（全国骨干网、区域网以及校园网），经由北京和香港与美国、欧洲、韩国、新加坡和越南等国家和地区的网络相连接，网络总带宽超过3Gbps。CERNET有41个地区主节点，分别位于41所高校，其中包括一个国家网络中心和十个地区网络中心。每一个节点对各自所在的网络的运行管理、网络设计以及建设负责。
国家网络中心：清华大学
地区主节点：（粗体为地区网络中心）
- 华北地区

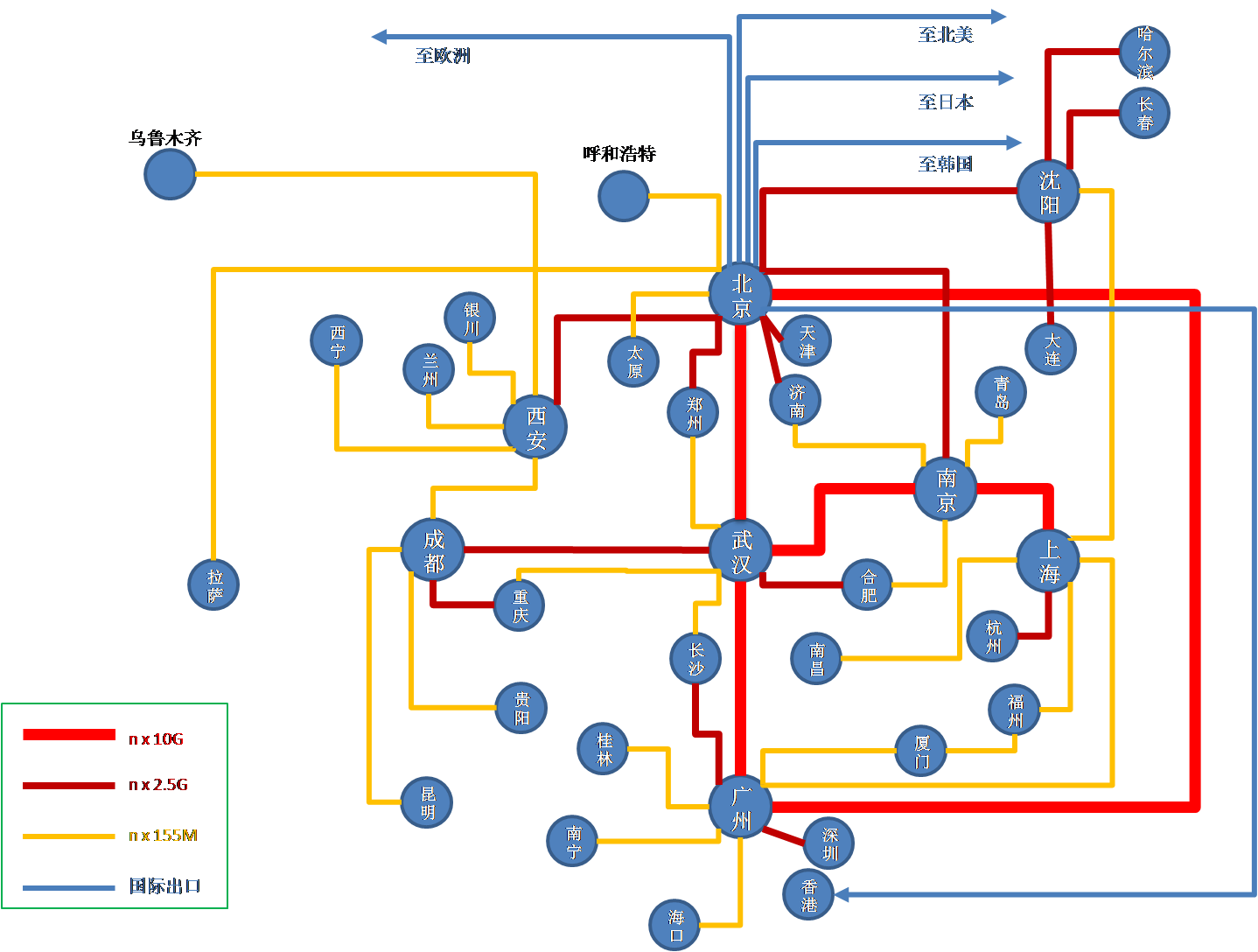
CERNET骨干网示意图

  - 北京大学、北京邮电大学、清华大学、河北师范大学、太原理工大学、内蒙古大学
- 西北地区
  - 西安交通大学、兰州大学、青海师范大学、宁夏大学、新疆大学
- 西南地区
  - 电子科技大学、重庆大学、贵州大学、云南大学、西藏大学
- 华南地区
  - 华南理工大学、深圳大学、广西大学、广西师范大学、海南师范大学
- 华中地区
  - 华中科技大学、中南大学、郑州大学
- 华东（北）地区
  - 东南大学、山东大学、中国科学技术大学、中国海洋大学
- 华东（南）地区
  - 上海交通大学、浙江大学、福州大学、南昌大学、厦门大学
- 东北地区
  - 东北大学、大连理工大学、吉林大学、哈尔滨工业大学

## 用户
CERNET接入用户主要是高等学校和教育主管部门；CERNET同时提供面向教育的专门应用，包括许多国家层面教育信息化的重大应用，例如现代远程教育、网上招生远程录取、数字图书馆、中国教育科研网格、数字博物馆、国外大型期刊数据库、教育部的系列网站等。

## 第二代中国教育网 (CERNET2)
CNGI-CERNET2主干网核心节点高校共有25所，分别为CERNET的10所网络中心高校和北京航空航天大学、复旦大学、同济大学、天津大学、中国科学技术大学、厦门大学、重庆大学、兰州大学、哈尔滨工业大学、浙江大学、吉林大学、大连理工大学、山东大学、中南大学、郑州大学。其中清华大学为CNGI国际国内互联中心。
- 1998年，教育网开始进行纯IPv6网络的建设试验，采用4over6隧道技术。
- 2003年10月，连接北京、上海和广州三个核心节点的CERNET2试验网率先开通，并投入试运行。
- 2004年3月，CERNET2试验网正式向用户提供IPv6下一代互联网服务。[7]